# Suddivisioni delle Samoa Americane
Le Samoa Americane sono amministrativamente suddivise in tre distretti e due atolli non organizzati.
I distretti e gli atolli sono ulteriormente suddivisi in 16 contee e 74 villaggi.

## Distretti e contee

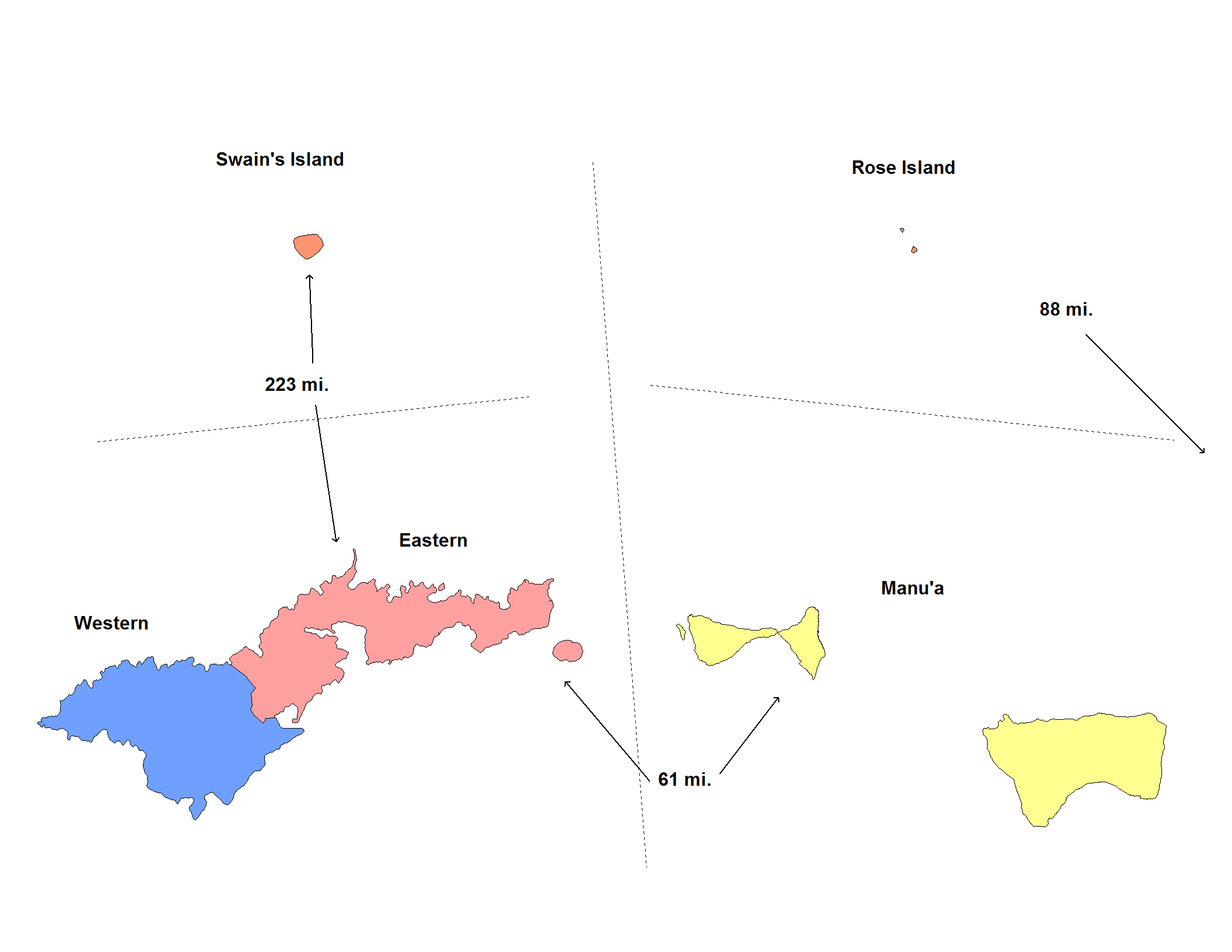
Distretti delle Samoa Americane

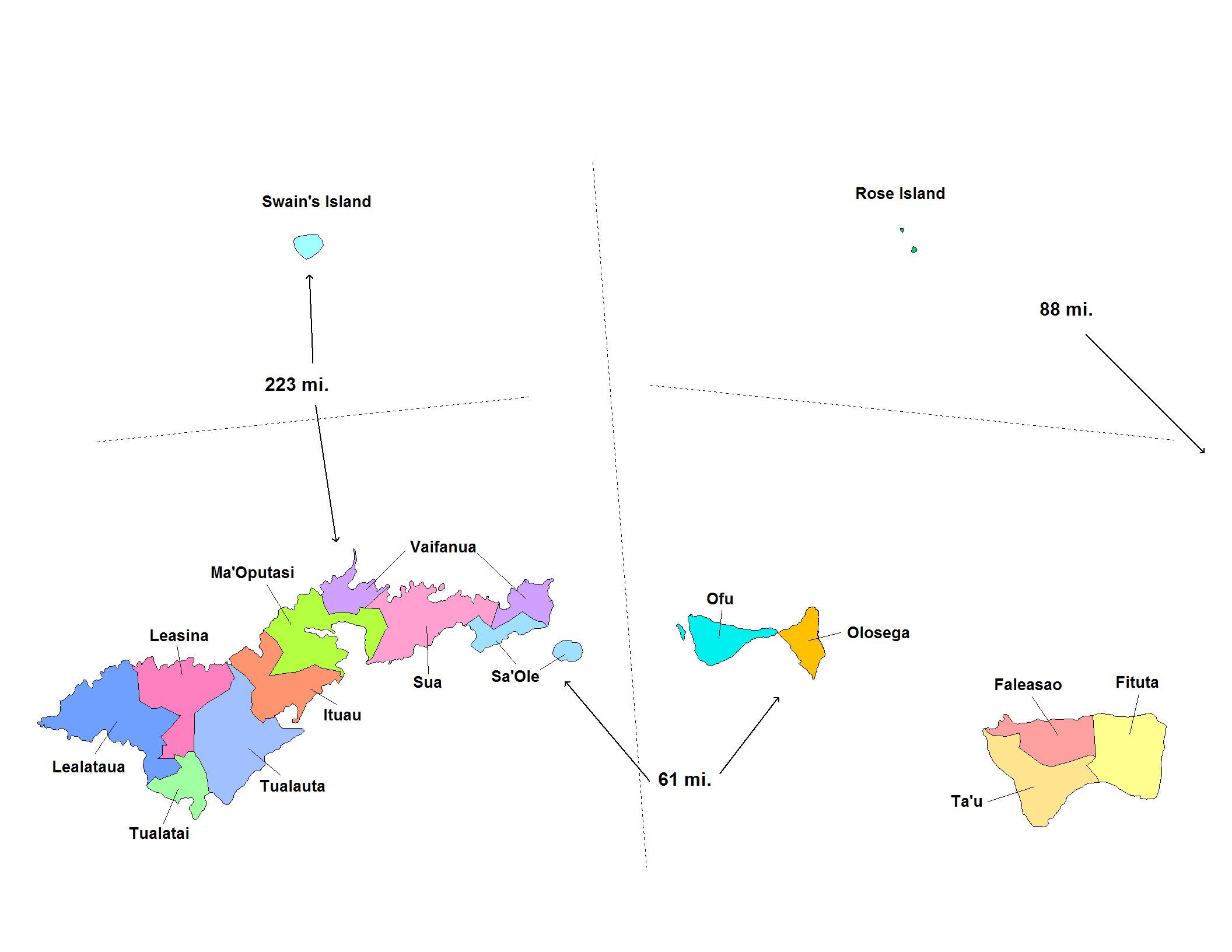
Contee delle Samoa Americane

- Distretto occidentale
  - Contea di Lealataua
  - Contea di Leasina
  - Contea di Tualatai
  - Contea di Tualauta

- Distretto orientale
  - Contea di Ituau
  - Contea di Ma'Oputasi
  - Contea di Sa'Ole
  - Contea di Sua
  - Contea di Vaifanua

- Distretto Manu'a
  - Contea di Faleasao
  - Contea di Fitiuta
  - Contea di Ofu
  - Contea di Olosega
  - Contea di Taʻu

## Atolli
- Atollo Rose
- Isola Swains

## Villaggi

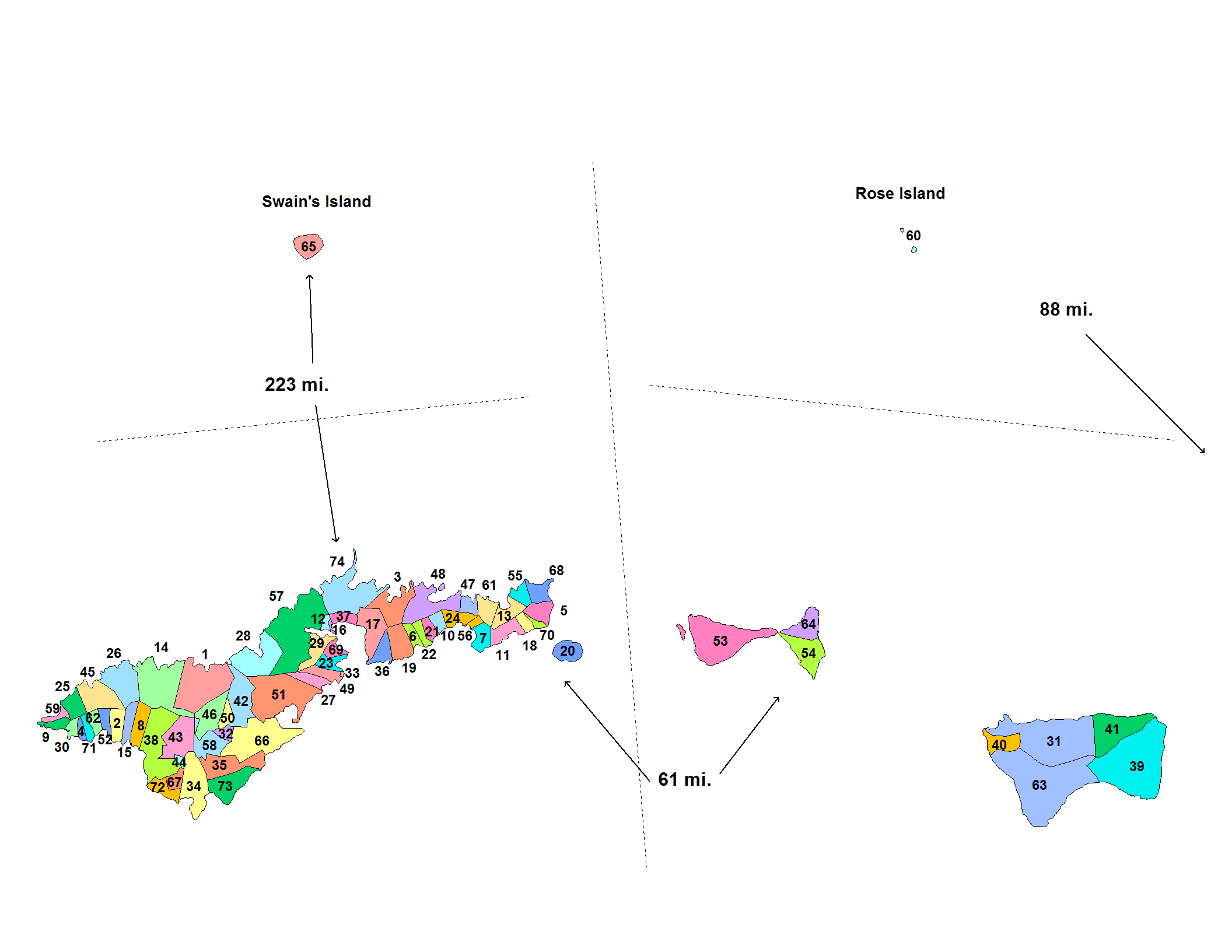
Villaggi delle Samoa Americane

| 1. Aasu 2. Afao 3. Afono 4. Agugulu 5. Alao 6. Alega 7. Alofau 8. Amaluia 9. 'Amanave 10. Amaua 11. Amouli 12. Anua 13. 'Aoa 14. A'oloau 15. Asili 16. Atu'u 17. Aua 18. 'Au'asi 19. Aumi 20. Aunu'u 21. Auto 22. Avaio 23. Faga'alu 24. Faga'itua 25. Fagali'i 26. Fagamalo 27. Faganeanea 28. Fagasa 29. Fagatogo 30. Failolo 31. Faleasao 32. Faleniu 33. Fatumafuti 34. Futiga 35. 'Ili'ili 36. Lauli'i 37. Leloaloa | 1. Leone 2. Leusoali'i 3. Luma 4. Maia 5. Malaeimi 6. Malaeloa/Aitulagi 7. Malaeloa/Ituau 8. Maloata 9. Mapusagafou 10. Masausi 11. Masefau 12. Matu'u 13. Mesepa 14. Nu'uuli 15. Nua 16. Ofu 17. Olosega 18. Onenoa 19. Pagai 20. Pago Pago 21. Pava'ia'i 22. Poloa 23. Rose 24. Sa'ilele 25. Se'etaga 26. Si'ufaga 27. Sili 28. Taulaga 29. Tafuna 30. Taputimu 31. Tula 32. Utulei 33. Utumea East 34. Utumea West 35. Vailoatai 36. Vaitogi 37. Vatia |